# Mancomunitat de Polònia, Lituània i Rutènia

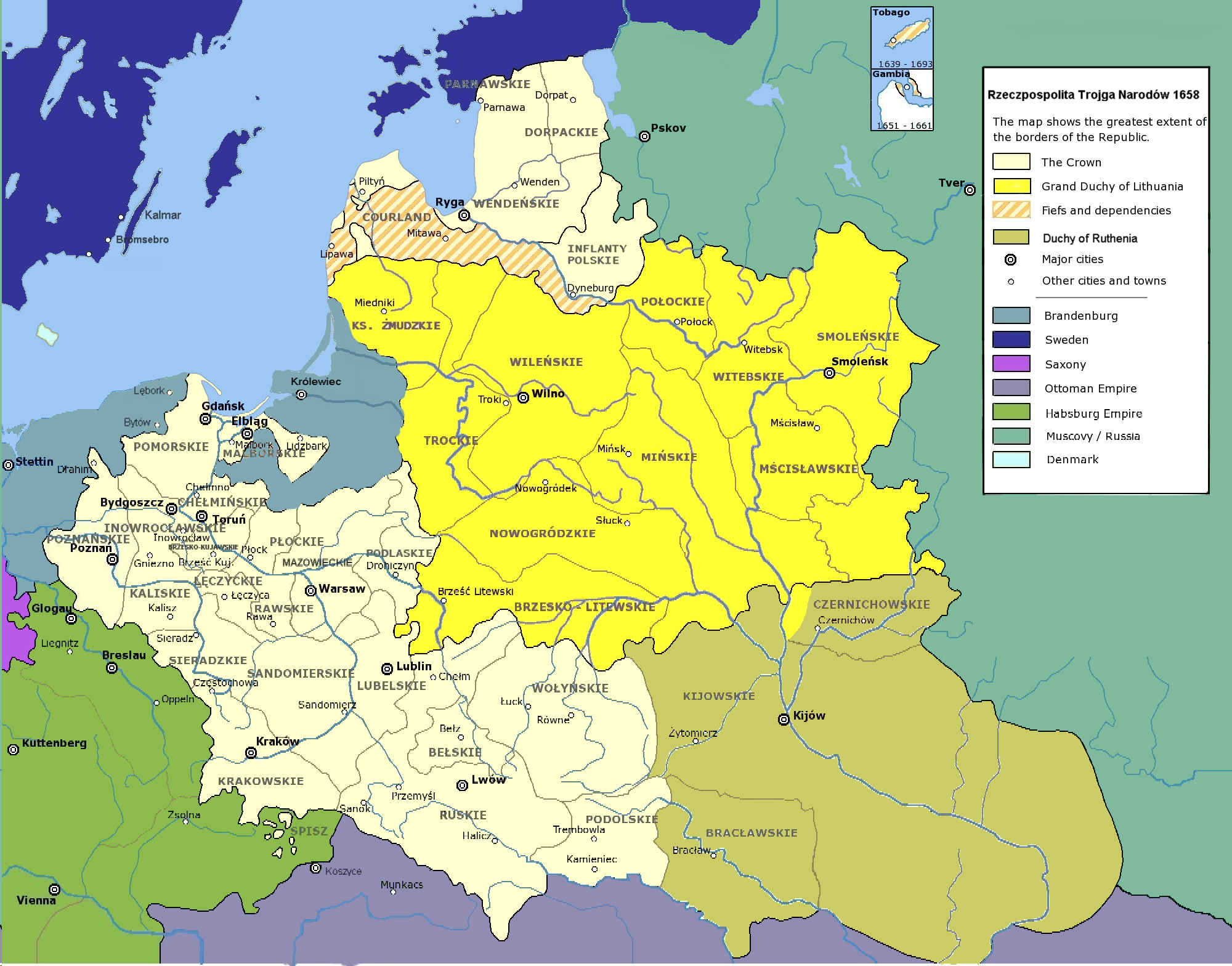
Mancomunitat de Polònia-Lituània-Rutània segon la proposta de 1658

La Mancomunitat de Polònia-Lituània-Rutènia (en polonès: Rzeczpospolita Trojga Narodów) consisteix en la creació, considerada algunes vegades, particularment arran la revolta cosaca a Ucraïna el 1648, d'un Ducat de Rutènia. Aquest ducat de Rutènia, com es va proposar en el tractat d'Hadiach, hagués estat membre de ple dret de la Confederació de Polònia i Lituània, que s'hagués convertit en la tripartita Mancomunitat de Polònia-Lituània-Rutènia. Però a causa de les demandes dels szlachta, a la Guerra russopolonesa (1654-1667) i a les divisions entre els mateixos cosacs, el pla mai no es va implementar.

Disseny vuitcentista per a un escut d'armes de la proposta Mancomunitat.

La idea de la Mancumunitat de Polònia, Lituània i Rutènia va retornar durant la revolta de gener, quan el 1861, una manifestació patriòtica va tenir lloc a Horodlo. L'anomenada Segona Unió d'Horodlo es va anunciar allà, per la szlachta de la Polònia del Congrés, l'ex Gran Ducat de Lituània, Volínia i Podòlia. La segona unió d'Horodlo havia de basar-se en els tres països, i fins i tot es va fer una proposta d'escut d'armes que consistia en l'Águila Blanca polonesa, el cavaller a la càrrega lituà i l'Arcàngel Miquel patró de Rutènia.